# Erica Wheeler
Erica Wheeler (Racine, 2 maggio 1991) è una cestista statunitense, professionista nella WNBA.